# Catedral de Maringá
La Catedral Basílica Menor de Nuestra Señora de la Gloria de Maringá (en portugués Catedral Basílica Menor de Nossa Senhora da Glória de Maringá), o simplemente Catedral de Maringá, es una catedral y basílica menor católica brasileña localizada en Maringá (Estado de Paraná) bajo la advocación de Nuestra Señora de la Gloria. Terminada en 1972, la catedral tiene una altura aproximada de 124 m (406′ 10″), por lo que es considerada como la iglesia más alta en América Latina y una de las más altas del mundo.
El diseño de la catedral, basado en la idea del arzobispo Dom Jaime Luiz Coelho y realizado por el arquitecto brasilero José Augusto Bellucci, se inspira en los satélites del Programa Sputnik, particularmente en la forma cónica de la catedral;

por su parte, la primera piedra, un bloque de mármol originario de la Basílica de San Pedro en Roma y bendecido por el Papa Pío XII, fue colocada en 15 de agosto de 1958. La catedral fue construida entre julio de 1959 y el 10 de mayo de 1972, en el vigésimo quinto aniversario de la ciudad. Posteriormente, el 21 de enero de 1982, fue elevada al rango de basílica menor.

## Galería

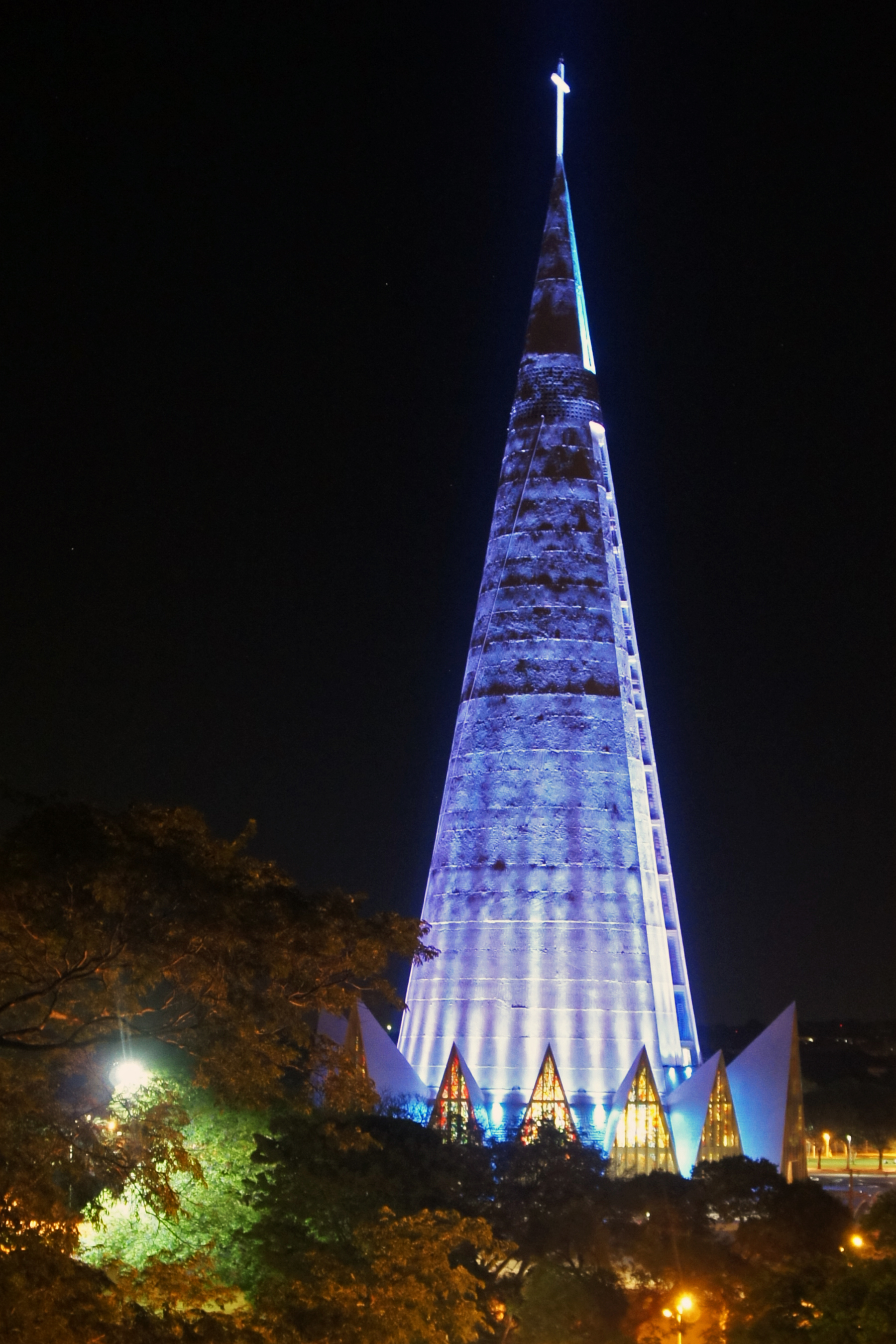
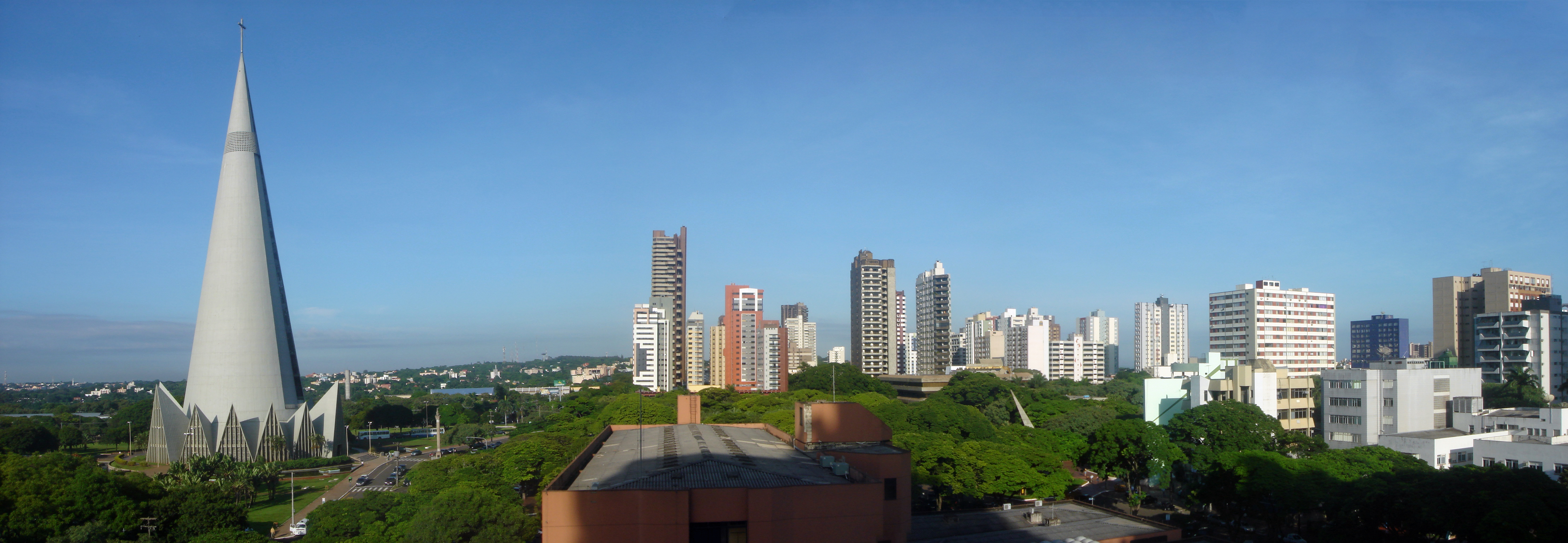
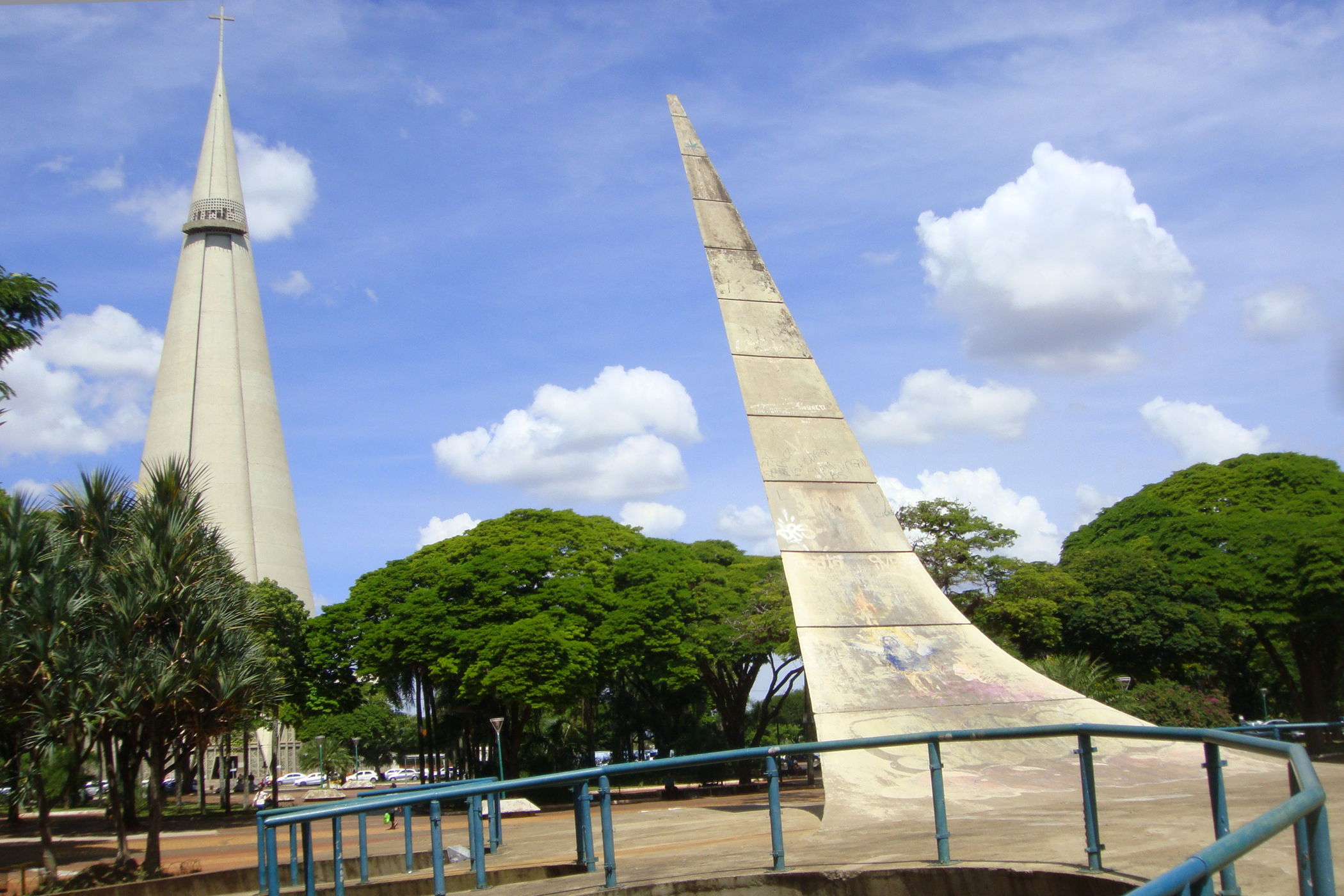
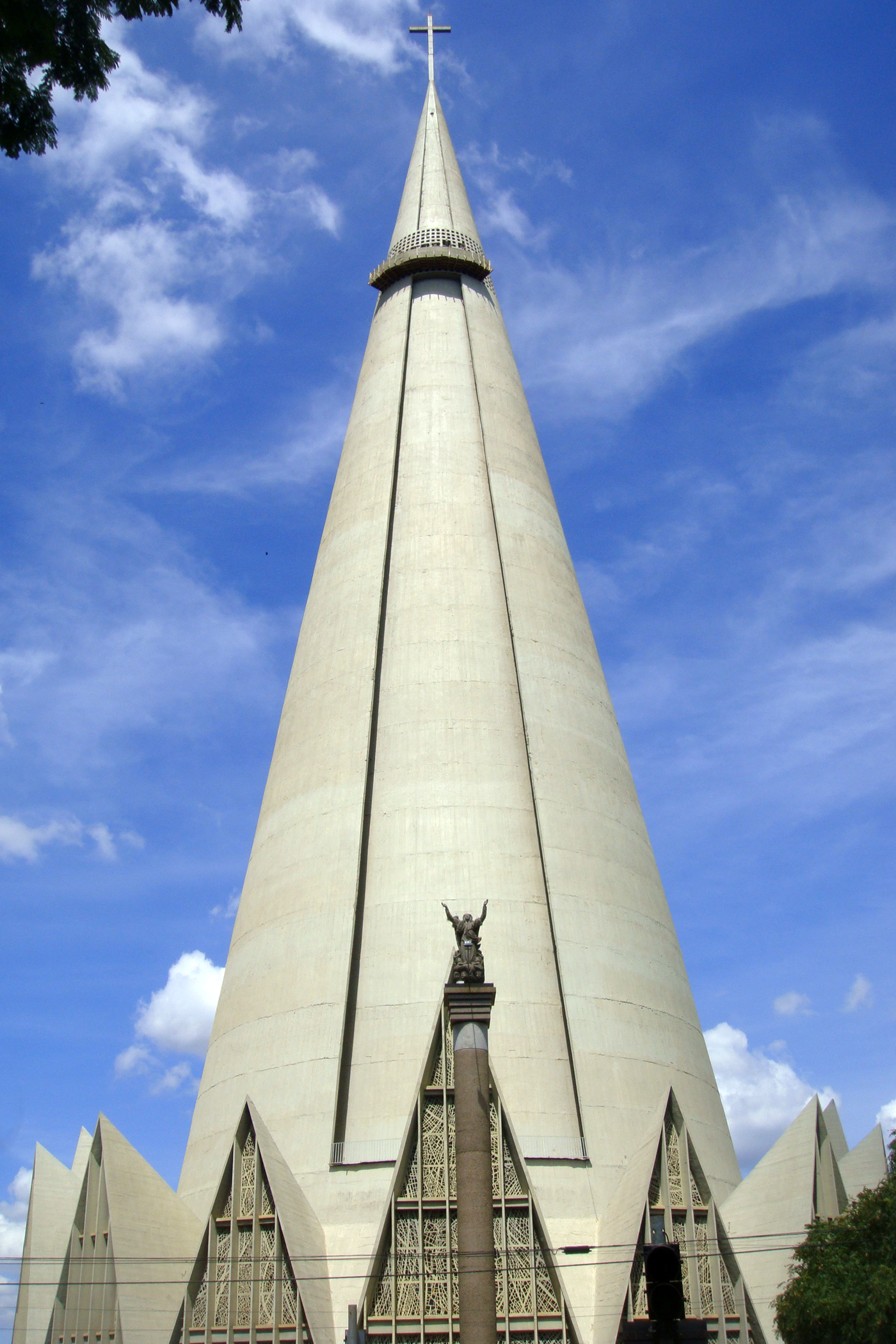